# THE IDOLM@STER MILLION BATTLE OF THE@TER
『THE IDOLM@STER MILLION BATTLE OF THE@TER』（アイドルマスター ミリオン バトル オブ シアター）は、ランティスより2025年6月25日からリリースされているCDシリーズ。

## 概要
アプリゲーム『アイドルマスター ミリオンライブ! シアターデイズ』用に制作された楽曲を収録したシングルCDシリーズ。

ゲーム内の企画「BATTLE OF THE@TER」と連動しており、各属性毎に2つのチームに分かれた計6チームで勝負し、最優秀チームを決める。

このCDが初収録となる曲は太字で表記する。

## OP 頂上決戦ヴィクトリー!!!!!!
2025年6月25日発売。
収録曲
1. 番外編 その1
2. 番外編 その2
3. 番外編 その3
4. 番外編 その4
5. 頂上決戦ヴィクトリー!!!!!!
歌：最上静香（田所あずさ）、菊地真（平田宏美）、エミリー スチュアート（郁原ゆう）、大神環（稲川英里）、北上麗花（平山笑美）、天空橋朋花（小岩井ことり）
作詞・作曲：ZAQ、編曲：篠崎あやと
6. 番外編 その5
7. 頂上決戦ヴィクトリー!!!!!! (Off Vocal)

## 01 Clash of Colors
2025年8月27日発売。
収録曲
1. 番外編その1
2. Clash of Colors
歌：横山奈緒（渡部優衣）、真壁瑞希（阿部里果）、萩原雪歩（浅倉杏美）、永吉昴（斉藤佑圭）
作詞：cocoro.（Dream Monster）、作曲・編曲：アッシュ井上（Dream Monster）
3. 番外編その2
4. 番外編その3
5. 番外編その4
6. Clash of Colors (Off Vocal)

## 02 Luvliminal image
2025年9月24日発売。
収録曲
- Luvliminal image
歌：百瀬莉緒（山口立花子）、宮尾美也（桐谷蝶々）、星井美希（長谷川明子）、ジュリア（愛美）
作詞：辻純更、作曲・編曲：平田祥一郎
- Off Vocal、ドラマパート収録